# 桑尼·阿里
桑尼·阿里（或译为逊尼·阿里，？—1492年11月6日），杰出的统帅和征服者，是桑海帝国的第一位国王，也是桑尼王朝的第15位（也是最后一位）统治者。在桑尼·阿里的指挥下，帝国占领了许多城市，并加强了它们的防御，包括廷巴克图（1468年被占领）和杰内（1475年被占领）。阿里对廷巴克图的学者实施镇压的政策，特别是桑科雷地区的学者，原因是他们与被阿里驱逐的图阿雷格人有联系。

## 生平
桑尼·阿里的整个统治过程可以由一系列的征服和讨伐所概括，在他在位的約30年中，桑海从一个小王国变成以加奥（在现在的马里境内）为中心的帝国，是西非最主要的强权。桑尼·阿里在尼日尔河上组织了一支舰队。在他的统治期间，桑海超越了马里帝国，征服了许多从前马里帝国与加纳帝国管辖的地区。
通过正确地使用骑兵和内河舰队，桑尼·阿里于1468年从图阿列格人手中夺取了廷巴克图。他击溃了武力强大的莫西人和多冈人部落的侵袭。在经过7年7个月零7天的围攻之后，桑尼·阿里于1475年攻占了杰内。
桑尼·阿里统治的桑海是一个伊斯兰国家，而他本人也是伊斯兰教教徒，但他对同为穆斯林的敌人也残酷无情。同时他也注意保留非洲传统，以免引起大部分实际上还不是穆斯林的臣民的反抗，并允许保持非洲宗教信仰的人加入统治层。为了便于治理，桑尼·阿里将桑海帝国划分为由忠于国王的总督管理的省。帝国的舰队在尼日尔河上巡逻，以保卫商路，同时监视难以服从统治的非洲部落。
1492年11月6日，桑尼·阿里在一次军事活动结束后神秘地去世。根据《苏丹草原的历史》，阿里在渡过尼日尔河时溺水身亡。口头传说认为他是被其侄子及主要将领阿斯基亚·穆罕默德·图雷杀死。在他去世时，桑海帝国的国土沿尼日尔河绵延达3218公里。他的儿子桑尼·巴鲁继位成为国王。由于他被视为一名不忠诚的穆斯林，阿斯基亚向他提出挑战，并在后来夺去了王位。根据《苏丹草原的历史》，桑尼·阿里的女儿们在得知此事后大喊“A si kiya!”（意为“他不应该！”）
桑尼·阿里同时统治着城市的穆斯林和农村的非穆斯林，当时不同信仰共存的传统受到挑战。他坚持非洲泛灵论，同时也信奉伊斯兰教，这导致一些作家将他描述为一名外表上或名义上的穆斯林。